# Фентянська кліка
Фентянська кліка (спрощ.: 奉系军阀; кит. трад.: 奉系軍閥; піньїнь: Fèng Xì Jūnfá; Вейд-Джайлз: Feng-hsi Chün-fa} — північно-східне угруповання китайських мілітаристів, що утворилось після смерті Юань Шикая в результаті розпаду організації бейянських мілітаристів.
Мала перевагу в центральному уряді в Пекіні в 1924-1928 роках. Лідери кліки неодноразово очолювали пекінський уряд. Вела боротьбу за вплив проти Чжилійської й Аньхойської клік.

## Історія
Кліку очолював Чжан Цзолінь. Територіальною базою організації були три маньчжурські північно-східні провінції: Ляонін, Цзілінь і Хейлунцзян. Мала тісні зв'язки з японцями.
1920 року Чжан Цзолінь підтримав армію Чжилійської кліки у війні проти Аньхойської кліки, що завершилась цілковитим розгромом останньої. Після перемоги представники Фентянської кліки ввійшли до складу Бейянського уряду спільно з чжилійцями.
Невдовзі, однак, колишні союзники розсварились, в результаті чого 1922 року спалахнула перша чжилійсько-Фентянська війна, що завершилась поразкою для фентяньців, а Чжан Цзолінь втратив свої урядові посади та вплив. Після того Фентянська кліка почала серйозну підготовку до нової війни, що перейшла в активну фазу 15 вересня 1924 року й велась на два фронти. Те збройне протистояння завершилось 22 жовтня того ж року Пекінським переворотом під керівництвом Фен Юсяна, який несподівано зрадив чжилійців, що зрештою призвело до нищівної поразки останніх у війні.
В листопаді 1924 року в Пекіні було сформовано коаліційний уряд, до складу якого увійшли Чжан Цзолінь, Фен Юсян і Дуань Ціжуй. Останній формально очолив уряд, однак реальної підтримки та влади він не мав. Два перших перебували в постійній конфронтації й шукали способи витіснити один одного. Чжан Цзолінь зумів укласти сепаратну угоду з У Пейфу та чжилійськими генералами. Фен Юсян спирався на Народні армії та займав позицію, близьку до Гоміньдану й Сунь Ятсена.
У жовтні 1925 року на бік Фен Юсяна перейшов генерал Го Сунлін з Фентянської кліки, який 22 листопада взяв в облогу Мукден. Проти Народних армій було піднято об'єднані сили фентяньців і чжилійців, 24 грудня Го Сунлін був убитий, облогу знято, а в січні Фен Юсян пішов у відставку.
Народна армія утримувала Пекін до квітня 1926 року, після чого столицю окупували війська Чжан Сюеляна, слідом за ними туди ввійшли сили У Пейфу. Місто було розграбовано.
У 1926—1928 роках Фентянська кліка знов утримувала під своїм контролем Бейянський уряд. Разом з тим, спільний уряд із чжилійцями створити було вкрай важко, тож конфронтація тривала. Після кількох недовговічних коаліційних кабінетів Чжан Цзолінь був проголошений президентом, і пробув на посаді до своєї загибелі 1928 року в результаті теракту (вибуху потяга Пекін—Шеньян). Матеріали, оприлюднені 2001 року, показали, що операція з ліквідації Чжан Цзоліня була проведена радянською розвідкою, безпосереднім організатором був Наум Ейтінгон спільно з резидентом розвідуправління РСЧА в Шанхаї Христофором Салнинєм. Після смерті Чжан Цзоліня командування його військами та влада над Маньчжурією перейшли до його сина Чжан Сюеляна.
У червні 1928 року Фентянська кліка визнала владу гоміньданівського уряду.

## Лідери кліки

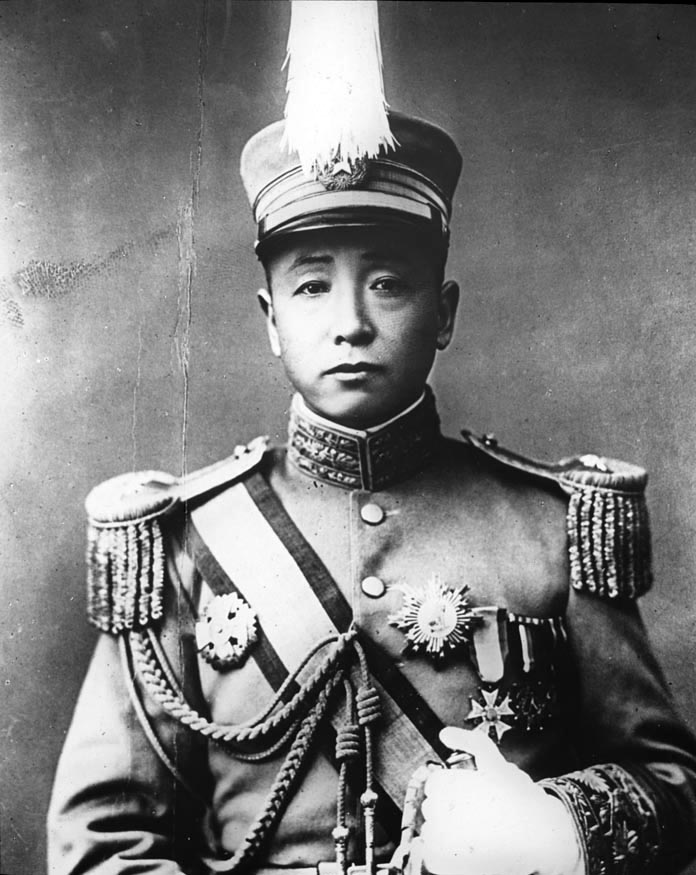
Чжан Цзолінь
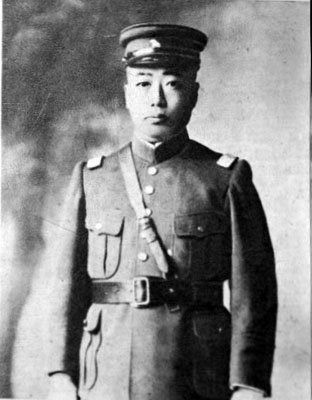
Ян Юйтін
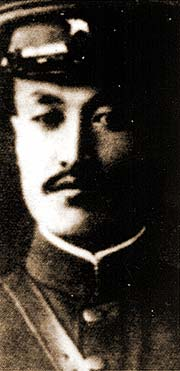
Го Сунлін
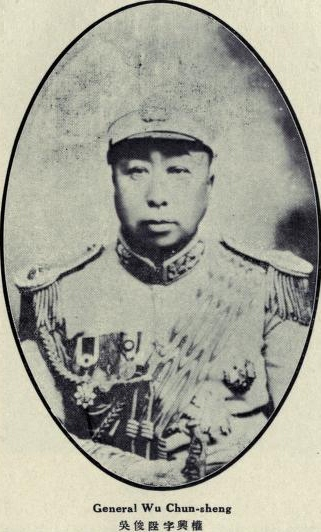
У Цзюньшен
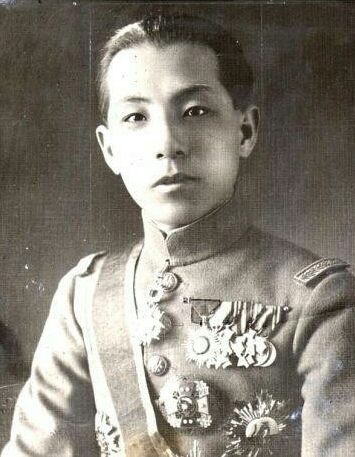
Чжан Сюелян